# Stephen Richards
Stephen Steele Richards nasceu a 16 de Outubro de 1977 em Chicago e é vocalista e guitarrista da banda Taproot.

## Outras aparições
Vocais de Richards 'foram apresentados no remix de Linkin Park "Pushing Me Away" chamado "P5hng Me A * wy" no álbum Reanimation. Ele também foi destaque no álbum Pulse Ultra Headspace, em uma faixa chamada "Big Brother", bem como em uma faixa chamada "Plastic" da banda Reveille.